# Indianapolis 500 2004

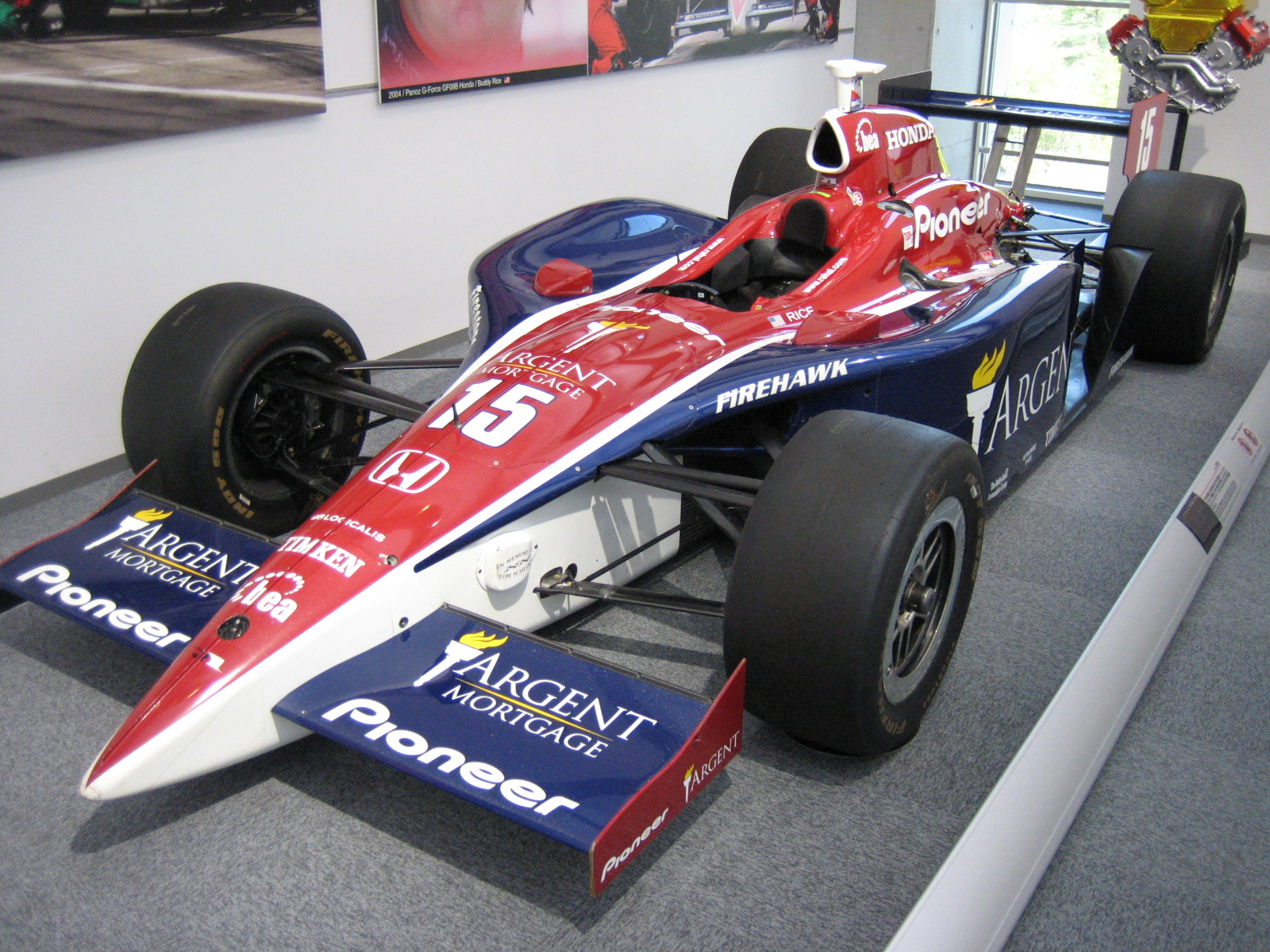
Das Siegerauto von Buddy Rice

Das 88. Indianapolis 500 (offiziell 88th Running of the Indianapolis 500) auf dem Indianapolis Motor Speedway fand am 30. Mai 2004 statt und ging über eine Distanz von 200 Runden à 4,023 km, was einer Gesamtdistanz von 804,672 km entspricht.

## Bericht
Wegen Regens verzögerte sich der Start um mehr als zwei Stunden. Mari Hulman George gab um 13:02 Uhr den alljährlichen Befehl an die Fahrer, die Motoren zu starten. Beim Start übernahm Buddy Rice von der Pole-Position aus die Führung. Hinter Rice reihten sich Dario Franchitti, Tony Kanaan, Dan Wheldon und Hélio Castroneves ein. In der 10. Runde streifte A. J. Foyt IV in Kurve vier die Mauer. Foyt drehte sich und prallte heftig in die Mauer, er stieg unverletzt aus seinem Auto. Die Führenden kamen unter Gelb zum ersten Boxenstopp, so übernahm in der 16. Runde Bryan Herta die Führung. Drei Runden später kam Wheldon an die Spitze, bevor es ab der 22. Runde erneut zu regnen begann. Die Fahrer absolvierten mehrere Runden hinter dem PaceCar. In Runde 28 schwenkten die Streckenposten schließlich die rote Flagge. Bei starkem Regen fuhren die Fahrer an die Boxen. Nach einem Unterbruch von beinahe zwei Stunden konnte das Rennen wieder aufgenommen werden, kurz nach 15:30 Uhr Ortszeit ging es weiter. Wheldon führte das Rennen kurz an unter Grün, Rice überholte ihn. Wheldon und Sam Hornish Jr. lagen dahinter auf dem zweiten und dritten Rang. Ein weiterer Unfall folgte in der 64. Runde, Ed Carpenter und Mark Taylor waren sich nicht einig über die Vorfahrt geworden. Als sich das Rennen der Halbzeit näherte, führte Rice weiterhin vor Wheldon und Hornish. Die Fahrer der ersten fünf Plätze lagen nur wenige Sekunden auseinander. In Runde 94 hatte P. J. Jones am Ausgang von Kurve 2 Kontakt mit der Mauer und Jaques Lazier schied mit einer gebrochenen Aufhängung aus. Der Spitzenreiter Rice blieb nach dem Boxenstopp stehen, sein Motor musste neu gestartet werden. Wheldon übernahm die Führung vor Castroneves, Rice fiel auf den achten Platz zurück. In Runde 150 führte Bruno Junqueira vor Rice und Kanaan. Dunkle Wolken am Himmel zeigten an, dass es weiteren Regen geben würde. Für die Fahrer und Teams stand die letzte Boxenstopp-Serie an. In der 151. Runde kam Junqueira als erster zum Reifen- und Benzinstopp. Die Führung ging wieder an Rice, dicht gefolgt von Kanaan und Wheldon. Kanaan bog in Runde 164 an die Boxen ab und Wheldon kam in Runde 165 zum Stopp. Zwei Runden später war Rice in der Boxengasse, die Führung ging an Herta über. In der 169. Runde war auch bei Herta der letzte Boxenstopp fällig, Adrián Fernández ging bei leichtem Regen in Führung. Fernandez musste nochmals einen kurzen Tankstopp einlegen, Rice fuhr wieder an der Spitze. Auf dem zweiten Rang folgte Kanaan und Wheldon war dahinter. Ein starkes Gewitter näherte sich dem Indianapolis Motor Speedway, aus Sicherheitsgründen wurde das Rennen bereits in der 180. statt in der 200. Runde mit der Zielflagge beendet. Die gefahrene Gesamtdistanz lag somit bei 450 Meilen (720 Kilometer) statt bei 500 Meilen. Es war das erste durch Regen verkürzte Indy 500 seit dem Jahr 1976. Rice war der erste US-amerikanische Sieger seit Eddie Cheever im Jahr 1998.

## Startaufstellung
| Reihe | Nr. | Innen            | Nr. | Mitte             | Nr. | Außen            |
| ----- | --- | ---------------- | --- | ----------------- | --- | ---------------- |
| 1     | 15  | Buddy Rice       | 26  | Dan Wheldon       | 27  | Dario Franchitti |
| 2     | 36  | Bruno Junqueira  | 11  | Tony Kanaan       | 5   | Adrian Fernandez |
| 3     | 17  | Vítor Meira      | 3   | Hélio Castroneves | 55  | Kosuke Matsuura  |
| 4     | 4   | Tomas Scheckter  | 6   | Sam Hornish Jr.   | 16  | Roger Yasukawa   |
| 5     | 1   | Scott Dixon      | 2   | Mark Taylor       | 10  | Darren Manning   |
| 6     | 52  | Ed Carpenter     | 20  | Al Unser Jr.      | 70  | Robby Gordon     |
| 7     | 39  | Sarah Fisher     | 8   | Scott Sharp       | 14  | A. J. Foyt IV    |
| 8     | 41  | Larry Foyt       | 51  | Alex Barron       | 7   | Bryan Herta      |
| 9     | 24  | Felipe Giaffone  | 12  | Tora Takagi       | 13  | Greg Ray         |
| 10    | 91  | Buddy Lazier (W) | 21  | Jeff Simmons      | 33  | Richie Hearn     |
| 11    | 98  | P. J. Jones      | 25  | Marty Roth        | 18  | Robby McGehee    |

## Klassifikationen

### Endergebnis
| Pos. | Nr. | Fahrer                | Team                            | Chassis | Motor     | Runden           | Führungsrunden | Ø mph Quali | Start |
| ---- | --- | --------------------- | ------------------------------- | ------- | --------- | ---------------- | -------------- | ----------- | ----- |
| 1    | 15  | Buddy Rice            | Rahal Letterman Racing          | Panoz   | Honda     | 180              | 91             | 222.024     | 1     |
| 2    | 11  | Tony Kanaan           | Andretti Green Racing           | Dallara | Honda     | 180              | 28             | 221.200     | 5     |
| 3    | 26  | Dan Wheldon           | Andretti Green Racing           | Dallara | Honda     | 180              | 26             | 221.524     | 2     |
| 4    | 7   | Bryan Herta           | Andretti Green Racing           | Dallara | Honda     | 180              | 3              | 219.871     | 23    |
| 5    | 36  | Bruno Junqueira       | Newman/Haas Racing              | Panoz   | Honda     | 180              | 16             | 221.379     | 4     |
| 6    | 17  | Vítor Meira           | Rahal Letterman Racing          | Panoz   | Honda     | 180              |                | 220.958     | 7     |
| 7    | 5   | Adrian Fernández      | Fernandez Racing                | Panoz   | Honda     | 180              | 3              | 220.999     | 6     |
| 8    | 1   | Scott Dixon           | Chip Ganassi Racing             | Panoz   | Toyota    | 180              |                | 219.319     | 13    |
| 9    | 3   | Hélio Castroneves (W) | Team Penske                     | Dallara | Toyota    | 180              |                | 220.882     | 8     |
| 10   | 16  | Roger Yasukawa        | Rahal Letterman Racing          | Panoz   | Honda     | 180              |                | 220.030     | 12    |
| 11   | 55  | Kosuke Matsuura (R)   | Super Aguri Fernandez Racing    | Panoz   | Honda     | 180              |                | 220.740     | 9     |
| 12   | 51  | Alex Barron           | Team Cheever                    | Dallara | Chevrolet | 180              | 3              | 218.836     | 24    |
| 13   | 8   | Scott Sharp           | Kelley Racing                   | Dallara | Toyota    | 180              |                | 215.635     | 20    |
| 14   | 27  | Dario Franchitti      | Andretti Green Racing           | Dallara | Honda     | 180              | 1              | 221.471     | 3     |
| 15   | 24  | Felipe Giaffone       | Dreyer & Reinbold Racing        | Dallara | Chevrolet | 179              |                | 216.259     | 25    |
| 16   | 21  | Jeff Simmons (R)      | Mo Nunn Racing                  | Dallara | Toyota    | 179              |                | 214.783     | 29    |
| 17   | 20  | Al Unser Jr. (W)      | Patrick Racing                  | Dallara | Chevrolet | 179              |                | 217.966     | 17    |
| 18   | 4   | Tomas Scheckter       | Panther Racing                  | Dallara | Chevrolet | 179              |                | 220.417     | 10    |
| 19   | 12  | Tora Takagi           | Mo Nunn Racing                  | Dallara | Toyota    | 179              |                | 214.364     | 26    |
| 20   | 33  | Richie Hearn          | Sam Schmidt Motorsports         | Panoz   | Toyota    | 178              |                | 213.715     | 30    |
| 21   | 39  | Sarah Fisher          | Kelley Racing                   | Dallara | Toyota    | 177              |                | 215.771     | 19    |
| 22   | 18  | Robby McGehee         | PDM Racing                      | Dallara | Chevrolet | 177              |                | 211.631     | 33    |
| 23   | 91  | Buddy Lazier (W)      | Hemelgarn Racing                | Dallara | Chevrolet | Tanksystem (164) |                | 215.110     | 28    |
| 24   | 25  | Marty Roth (R)        | Roth Racing                     | Dallara | Toyota    | Unfall (128)     |                | 211.974     | 32    |
| 25   | 10  | Darren Manning (R)    | Chip Ganassi Racing             | Panoz   | Toyota    | Unfall (104)     |                | 219.271     | 15    |
| 26   | 6   | Sam Hornish Jr.       | Team Penske                     | Dallara | Toyota    | Unfall (104)     | 9              | 220.180     | 11    |
| 27   | 13  | Greg Ray              | Access Motorsports              | Panoz   | Honda     | Unfall (98)      |                | 216.641     | 27    |
| 28   | 98  | P. J. Jones (R)       | CURB/Agajanian/Beck Motorsports | Dallara | Chevrolet | Unfall (92)      |                | 213.355     | 31    |
| 29   | 70  | Robby Gordon          | Robby Gordon Motorsports        | Dallara | Chevrolet | Defekt (88)      |                | 216.522     | 18    |
| 30   | 2   | Mark Taylor (R)       | Panther Racing                  | Dallara | Chevrolet | Unfall (62)      |                | 219.282     | 14    |
| 31   | 52  | Ed Carpenter (R)      | Team Cheever                    | Dallara | Chevrolet | Unfall (62)      |                | 218.590     | 16    |
| 32   | 41  | Larry Foyt (R)        | A. J. Foyt Enterprises          | Panoz   | Toyota    | Unfall (54)      |                | 213.277     | 22    |
| 33   | 14  | A. J. Foyt IV         | A. J. Foyt Enterprises          | Dallara | Toyota    | Lenkung (26)     |                | 214.256     | 21    |

(R)=Rookie / (W)=früherer Gewinner / Reifen: alle mit Firestone / Gelbphasen: 8 für 56 Runden 
Anmerkung: Das Rennen wurde in der 27. Runde wegen Regen unterbrochen und nach einer längeren Pause fortgesetzt. Nach 180 Runden beendete man das Rennen, wiederum wegen Regen.

## Führungsrunden
| Fahrer           | Team                   | Anzahl |
| ---------------- | ---------------------- | ------ |
| Buddy Rice       | Rahal Letterman Racing | 91     |
| Tony Kanaan      | Andretti Green Racing  | 28     |
| Dan Wheldon      | Andretti Green Racing  | 26     |
| Bruno Junqueira  | Newman/Haas Racing     | 16     |
| Sam Hornish Jr.  | Team Penske            | 9      |
| Bryan Herta      | Andretti Green Racing  | 3      |
| Adrian Fernández | Fernandez Racing       | 3      |
| Alex Barron      | Team Cheever           | 3      |
| Dario Franchitti | Andretti Green Racing  | 1      |